# Bruno Waltert
Bruno Waltert (* 18. Juli 1937 in Karlsruhe; † 25. Juli 2017 in Berlin) war ein deutscher Jurist und Zeitungsjournalist.

## Leben
Nach Abschluss eines Studiums der Rechtswissenschaften war Waltert Sprecher des baden-württembergischen Ministerpräsidenten Hans Filbinger. 1980 wechselte er als stellvertretender Chefredakteur der Welt nach Bonn. Von 1984 bis 1987 war Bruno Waltert Chefredakteur der Main-Post in Würzburg, von 1988 bis 1996 als Nachfolger von Johannes Otto der Berliner Morgenpost und ab 1997 im Range eines Chefredakteurs journalistischer Berater im Vorstand des Springer-Verlags.
Seit 1999 war Waltert Herausgeber des Magazins Der Hauptstadtbrief. Zuletzt war er Chefredakteur der englischsprachigen Zeitschrift The German Times und seit 2004 auch des Magazins The Atlantic Times aus dem Verlagshaus Times Media.